# دهستان پاچه‌لک غربی
پاچه‌لک غربی، دهستانی است از توابع بخش مرکزی شهرستان ازنا در استان لرستان ایران.

## زبان
مردم این منطقه از طوایف چهارلنگ می باشند عمداتا به گویش بختیاری سخن می گویند.

## جمعیت
براساس سرشماری سال ۱۳۸۵ جمعیت آن ۱۲٬۸۶۴ نفر (۲٬۷۴۴ خانوار) بوده‌است.